# コソボ・メトヒヤ自治州 (1946年-1974年)

コソボ・メトヒヤ自治州
Аутономна Покрајина Косово и Метохија (セルビア語)
Krahina Autonome e Kosovës dhe Metohis (アルバニア語)

NFRユーゴスラビアにおけるコソボ・メトヒヤの位置

コソボ・メトヒヤ自治州（コソボ・メトヒヤじちしゅう、セルビア・クロアチア語:Аутономна Покрајина Косово и Метохија / Autonomna Pokrajina Kosovo i Metohija、アルバニア語:Krahina Autonome e Kosovës dhe Metohis）は、ユーゴスラビア連邦人民共和国（NFRJ）の構成国であるセルビア人民共和国に設置された自治州で、1946年から1974年まで存続し、その後大幅に自治権を拡大したコソボ社会主義自治州へと移行した。

## 歴史
戦間期において、コソボの呼称は特定の地域を指し示すものとして使用されていたものの、コソボをその範囲とする行政区分は存在しなかった。コソボに独自の行政区分を設置する考えは、第二次世界大戦後にヨシップ・ブロズ・チトー率いる共産主義政権によって始められたもので、セルビアの南部の一部を切り取って設置された。コソボを領域とする行政区分はオスマン帝国のコソボ州以来のことであった。1946年、かつてのオスマン帝国のコソボ州の一部がマケドニア人民共和国としてセルビアから分離され、かつての州都であったスコピエがその首都に定められた。また、コソボ州の一部はモンテネグロ人民共和国へと編入された。コソボ州の一部は1913年のロンドン協定によってアルバニア領とされ、ユーゴスラビアの領域外にあった。その他の部分はセルビアの一部に留まることとなった。新たに設置されることになったコソボ・メトヒヤ自治州の州境は、セルビア領内でアルバニア人が大多数を占める地域をセルビア本国から切り離す目的で定められた。このようにしてコソボ・メトヒヤ自治区は1946年に発足した。
コソボは1963年に公式に州の地位が与えられた。1970年代、コソボ・メトヒヤ自治州はユーゴスラビア、そしてセルビアの枠内で次第に大きな自治権を獲得していった。1974年のユーゴスラビア憲法改正に伴って、自治州はコソボ社会主義自治州へと改称され、他のユーゴスラビアの構成国とほぼ同等の地位が与えられた。

### マイノリティーの旗

?アルバニア人の旗
?イタリア人の旗
?ウクライナ系人・ルシン人の旗
?チェコスロバキア人の旗
?ドイツ人の旗
?トルコ人の旗
?ハンガリー人の旗
?ブルガリア人の旗